# مواسکا
مواسکا (به ایتالیایی: Moasca) یک کومونه در ایتالیا است که در استان آسته واقع شده‌است.

## خصوصیات
مواسکا ۴٫۱ کیلومترمربع مساحت و ۴۲۲ نفر جمعیت دارد.